# Warriors Orochi 3
Warriors Orochi 3, sortie au Japon sous le titre Musō Orochi 2 (無双オロチ 2, Musō Orochi Tsū), est un jeu vidéo de type hack and slash développé par Omega Force et édité par Koei Tecmo Holdings paru sur PlayStation 3 et Xbox 360. Il s'agit du quatrième épisode de la série Warriors Orochi, un crossover entre l'univers de Dynasty Warriors et Samurai Warriors. Le jeu est sorti 22 décembre 2011 au Japon, le 20 mars 2012 en Amérique du Nord et le 6 avril 2012 en Europe.
Quelques portages du jeu ont été réalisés par la suite, tout d'abord Musou Orochi 2 Special, sorti le 19 juillet 2012 sur PlayStation Portable exclusivement au Japon et Warriors Orochi 3 Hyper, qui a été publié pour le lancement de la Wii U,. Une mise à jour intitulée Warrior Orochi 3 Ultimate (Musou Orochi 2 Ultimate pour le Japon) est éditée et sortie sur PlayStation 3 et PlayStation Vita au Japon le 26 septembre 2013, le jeu est porté également sur PlayStation 4 le 26 juin et sur Xbox One le 4 septembre 2014. Warriors Orochi 3 Ultimate est également porté sur Nintendo Switch le 9 novembre 2017 au Japon uniquement,.

## Versions
Warriors Orochi 3 connaît plusieurs éditions différentes, tout d'abord avec le portage sur PlayStation Portable intitulé Musou Orochi 2 Special pour le Japon sortie le 19 juillet 2012. Cette version comprend deux nouveaux personnages : Rachel de la série Ninja Gaiden et d'un nouveau personnage original, Seimei Abe.
Warriors Orochi 3 Hyper est annoncé lors du Tokyo Game Show en 2012 en tant que jeu de lancement pour la Wii U. Le titre est basé sur les versions PlayStation 3 et Xbox 360 et présente un nouveau mode de jeu en coopération. Le jeu est ensuite mis à jour à partir de la version sur WiiU, intitulée Warriors Orochi 3 Ultimate, le titre sort d'abord sur PlayStation 3 et PlayStation Vita puis plus tard sur PlayStation 4 et Nintendo Switch avec des graphismes revus à la hausse.

## Personnages

### Dynasty Warriors
| Dynasty Warriors | Dynasty Warriors 2 | Dynasty Warriors 3 | Dynasty Warriors 4 & 5 | Dynasty Warriors 7 |
| --- | --- | --- | --- | --- |
| - Cao Cao - Dian Wei - Diao Chan - Guan Yu - Lu Bu - Lu Xun - Sun Shang Xiang - Taishi Ci - Xiahou Dun - Xu Zhu - Zhang Fei - Zhao Yun - Zhou Yu - Zhuge Liang                                                                         | - Dong Zhuo - Gan Ning - Huang Zhong - Jiang Wei - Liu Bei - Lu Meng - Ma Chao - Sima Yi - Sun Jian - Sun Quan - Xiahou Yuan - Yuan Shao - Zhang Jiao - Zhang Liao | - Da Qiao - Fu Xi - Huang Gai - Meng Huo - Pang Tong - Sun Ce - Wei Yan - Xiao Qiao - Xu Huang - Zhang He - Zhen Ji - Zhu Rong | Dynasty Warriors 4 - Cao Ren - Yue Ying - Zhou Tai Dynasty Warriors 5 - Cao Pi - Guan Ping - Ling Tong - Pang De - Xing Cai - Zuo Ci | - Bao Sanniang - Deng Ai - Ding Feng - Guan Suo - Guo Huai - Jia Xu - Lian Shi - Liu Shan - Ma Dai - Sima Shi - Sima Zhao - Wang Yuanji - Xiahou Ba - Zhong Hui - Zhuge Dan - Xu Shu [A] - Guo Jia [B] - Wang Yi [B] |
| Notes : - [A] : personnage provenant de la version Dynasty Warriors 7: Empires. - [B] : personnage provenant de la version Dynasty Warriors 7: Xtreme Legends - + Cai Wenji : personnage provenant de Dynasty Warriors: Strikeforce 2. | | | | |

### Samurai Warriors&Warriors Orochi
| Samurai Warriors | Samurai Warriors 2 | Samurai Warriors 3 | Warriors Orochi & 2 | Warriors Orochi 3 |
| --- | --- | --- | --- | --- |
| - Goemon Ishikawa - Hanzō Hattori - Keiji Maeda - Kenshin Uesugi - Kunoichi - Magoichi Saika - Masamune Date - Mitsuhide Akechi - Nene - No - Oichi - Okuni - Ranmaru Mori - Shingen Takeda - Yoshimoto Imagawa - Yukimura Sanada - Nobunaga Oda                                                                              | - Ginchiyo Tachibana - Ieyasu Tokugawa - Kanetsugu Naoe - Kotarō Fūma - Mitsunari Ishida - Musashi Miyamoto - Nagamasa Azai - Sakon Shima - Yoshihiro Shimazu | - Hanbei Takenaka - Kai - Kanbei Kuroda - Kiyomasa Katō - Motonari Mōri - Muneshige Tachibana - Ujiyasu Hōjō | Warriors Orochi 1 - Da Ji - Dodomeki - Gyuuki - Orochi - Nu wa - Fu Xi Warriors Orochi 2 - Himiko - Kiyomori Taira - Orochi X - Sun Wukong - Taigong Wang - Yoshitsune Minamoto                                           | - Kaguya - Ne Zha - Shuten Doji - Susanoo - Shennong [A] - Seimei Abe [B] - Hundun [C] - Kyubi no Kitsune [C] - Tamamo-no-Mae[C] - Ultimate Ne Zha [C] - Yinglong [C]                                                     |
| Notes : - Personnages issus de Samurai Warriors: Xtreme Legends : Honda Tadakatsu & Ina. - Personnages issus de Samurai Warriors 2: Xtreme Legends : Gracia, Katsuie Shibata, Kojirō Sasaki, Motochika Chōsokabe & Toshiie Maeda. - Personnages issus de Samurai Warriors 3: Xtreme Legends : Aya Gozen & Masanori Fukushima. | Notes : - Personnages issus de Samurai Warriors: Xtreme Legends : Honda Tadakatsu & Ina. - Personnages issus de Samurai Warriors 2: Xtreme Legends : Gracia, Katsuie Shibata, Kojirō Sasaki, Motochika Chōsokabe & Toshiie Maeda. - Personnages issus de Samurai Warriors 3: Xtreme Legends : Aya Gozen & Masanori Fukushima. | Notes : - Personnages issus de Samurai Warriors: Xtreme Legends : Honda Tadakatsu & Ina. - Personnages issus de Samurai Warriors 2: Xtreme Legends : Gracia, Katsuie Shibata, Kojirō Sasaki, Motochika Chōsokabe & Toshiie Maeda. - Personnages issus de Samurai Warriors 3: Xtreme Legends : Aya Gozen & Masanori Fukushima. | Notes : - [A] : personnage provenant de la version Warriors Orochi 3 Hyper. - [B] : personnage provenant de la version Warriors Orochi 3 Special. - [C] : personnage provenant de la version Warriors Orochi 3: Ultimate. | Notes : - [A] : personnage provenant de la version Warriors Orochi 3 Hyper. - [B] : personnage provenant de la version Warriors Orochi 3 Special. - [C] : personnage provenant de la version Warriors Orochi 3: Ultimate. |

### Autres personnages
| Personnage          | Première apparition                     |
| ------------------- | --------------------------------------- |
| Sterkenburg Cranach | Atelier Rorona: The Alchemist of Arland |
| Jeanne d'Arc        | Bladestorm: The Hundred Years' War      |
| Ayane & Kasumi      | Dead or Alive                           |
| Ryu Hayabusa        | Shadow Warriors                         |
| Rachel              | Ninja Gaiden                            |
| Momiji              | Ninja Gaiden: Dragon Sword              |
| Sophitia            | Soul Edge                               |
| Achilles            | Warriors: Legends of Troy               |
| Benkei & San Zang   | Warriors Orochi: The Collective         |
| Nemea               | Zill O'll                               |